# دافني مورير

## النشأة والتعليم
حصت مورير على درجة البكالوريوس مع مرتبة الشرف من كلية سوارثمور، وماجستير في علم النفس من جامعة بنسلفانيا، ودكتوراه في تنمية الطفل من جامعة مينيسوتا.

## البحث العلمي والحياة الوظيفية
يركز مختبر مورير للتطوير البصري في جامعة ماكماستر على فهم تطور الإدراك البصري، وبدرجة أقل، على فهم الحس المواكب. نشرت ما يقرب من 200 ورقة بحثية في المجلات العلمية، بما في ذلك ناتشر وساينس وناتشر نيوروساينس. «لقد أعاد عملها تشكيل فهمنا للعالم الحسي للرضيع وتطوره»، وفقًا للاقتباس من جائزة هيب.
كانت أبحاث مورير في الغالب عبارة عن علم أساسي ولكن كان لها أهمية عملية: فقد أبلغت في علاج إعتام عدسة العين الخلقي وأظهرت أن بعض أنواع ألعاب الفيديو يمكن أن تخفف من الحول عند البالغين.
درست مورير الأساليب والمنفعة والتطبيق العملي لفحص رؤية رياض الأطفال في جميع أنحاء مقاطعة أونتاريو. (لا تنطبق دراسات الولايات القضائية الأخرى بشكل مباشر بسبب اختلاف الأنظمة الطبية والعرق والجغرافيا.) قاد بحثها المقاطعة لبدء فحص الرؤية الشاملة في رياض الأطفال بدءًا من العام الدراسي 2018-2019.
في عام 1988، نشرت مورير مع زوجها تشارلز مورير، عالم المولود الجديد ، كتابًا علميًا يبحث في تطور المولود الجديد من منظور الطفل.   وصفته مراجعة نشرت في مجلة علم نفس الأطفال بأنه «كتاب تاريخي؛ إنه من بين تلك العناوين النادرة التي تقدم بنجاح منظورًا جديدًا بشكل مذهل حول موضوعها.»  كتبت صحيفة «نيويورك تايمز»: «إنها تقود المؤلفين إلى تراكيب معقدة ومثيرة للإعجاب لحساس الطفل». فاز كتاب عالم المولود الجديد بجائزة الكتاب من جمعية علم النفس الأمريكية وترجم إلى خمس لغات. 
في عام 2019 نشرت هي وزوجها قبيح إلى حد ما: لماذا نحب بعض الأغاني والوجوه والأطعمة والمسرحيات والصور والقصائد وما إلى ذلك، ونكره البعض الآخر . يجمع هذا بين العلوم التجريبية وتاريخ الفنون متعدد الثقافات لإظهار سبب وكيفية تطوير الناس لشعورهم بالجمال.
علقت مورير على نمو الطفل، والبصر والحس المرافق للعديد من وسائل الإعلام بما في ذلك نيويورك تايمز ونيو ساينتست.  كما أنها مهتمة منذ فترة طويلة بأخلاقيات البحث وهي عضو حاليًا في اللجنة الاستشارية الكندية المشتركة بين الوكالات والمعنية بأخلاقيات البحث .

## الجوائز والتكريم
مورير زميلة الجمعية الملكية الكندية، وجمعية العلوم النفسية، والجمعية الأمريكية لتقدم العلوم. في عام 2015، حصلت على جائزة دونالد أو. هب للمساهمة المتميزة من الجمعية الكندية للدماغ والسلوك والعلوم المعرفية. في عام 2011 منحتها ماكماستر لقب أستاذة جامعية متميزة، ثم في عام 2017 منحتها درجة فخرية. 

## الأعمال
- مورير، د. وسالاباتيك، ب. (1976). التغيرات التنموية في مسح وجوه الأطفال الصغار. تنمية الطفل، 47 (2)، 523-527.
- مورير، د. وباريرا، إم (1981). تصور الرضع للترتيبات الطبيعية والمشوهة للوجه التخطيطي. تنمية الطفل، 52 (1)، 196-202.
- Maurer ، D. & Maurer ، C. عالم الوليد . نيويورك: بيسك بوكس، 1988.
- مورير، دي، لو جراند، آر، وموندلوش، سي جيه (2002). الأوجه المتعددة للمعالجة الترتيبية. الاتجاهات في العلوم المعرفية ، 6 (6)، 255-260.
- Lewis، TL، & Maurer، D. (2005). فترات حساسة متعددة في التطور البصري البشري: دليل من الأطفال المحرومين بصريًا. علم النفس التنموي ، 46 (3)، 163-183.
- مورر، د. باثمان، ت. وموندلوخ، سي جيه (2006). شكل البوبا: تطابق الصوت عند الأطفال الصغار والكبار. علم التنمية ، 9 (3)، 316 - 322.
- Mondloch، CJ، Maurer، D. & Ahola، S. (2006). أن تصبح خبيرًا في الوجه. علم النفس ، 17 (11)، 930-934.
- Maurer، C. & Maurer، D. Pretty Ugly: لماذا نحب بعض الأغاني والوجوه والأطعمة والمسرحيات والصور والقصائد وما إلى ذلك، ونكره البعض الآخر . نيوكاسل أبون تاين: Cambridge Scholars Publishing ، 2019.

## روابط خارجية
- ملف جامعة ماكماستر